# Liebe, Frauen und Soldaten
Liebe, Frauen und Soldaten (Originaltitel: Destinées) ist ein 1952/53 gedrehter, dreiteiliger französisch-italienischer Episodenfilm über Schicksale, die Frauen in bzw. infolge von Kriegen erleiden. Regie führten Jean Delannoy, Christian-Jaque und Marcello Pagliero. Die internationale Besetzung wird von Martine Carol (als Lysistrata), Michèle Morgan (als Jeanne) und Hollywood-Altstar Claudette Colbert (als Elisabeth) angeführt.

## Handlung

### Elisabeth
Die Amerikanerin Elisabeth Whitefield, Kriegerwitwe eines GIs aus dem Zweiten Weltkrieg, geht Anfang der 1950er Jahre auf Pilgerreise nach Europa. Sie will die Kriegsschauplätze in Italien besuchen, wo ihr Mann vor wenigen Jahren gekämpft und schließlich im Februar 1944 gefallen ist, und seine sterblichen Überreste in die Vereinigten Staaten überführen. Während ihres Besuchs lernt Mrs. Whitefield die Bäuerin Angela kennen, die Elisabeths Gatten einst Unterschlupf gewährt hat. In einer Zeit kurzen Glücks verband den Amerikaner und die Italienerin eine Affäre, aus der ein Junge hervorging. Elisabeth will den Sohn ihres Mannes unbedingt mit nach Amerika nehmen, ist ihr doch sonst nichts von ihrem Mann geblieben. Doch Angela hat ihren Stolz und will dieses Kind der Liebe bei sich halten, auch wenn es ihm in den USA sicherlich besser ergehen könnte. Elisabeth kehrt allein in die USA zurück und lässt die Gebeine ihres Mannes bei den Seinen: nahe Angela und seinem Sohn.

### Jeanne
Frankreich im Jahre 1430. Zwischen Frankreich und England tobt der Hundertjährige Krieg, weite Landstriche sind verwüstet. Johanna, die Jungfrau von Orléans, ist, anders als Elisabeth in der vorhergehenden Geschichte, kein Opfer des Krieges, sondern hat sich ihm mit Begeisterung verschrieben. In einem Moment des kritischen Hinterfragens hört Jeanne auf einmal nicht mehr die inneren Stimmen, die ihr bislang stets sagten, was sie tun sollte. Die von ihr befehligten Männer wollen ihr nicht mehr folgen, erklärt ihr Hauptmann Baretta in einem befestigten Bauernhaus. Doch aufgeben kommt für Jeanne nicht in Frage. Ein soeben verstorbenes Kind im Bauernhaus wird von ihr wieder zum Leben erweckt, auf dass es vor dem endgültigen Hinscheiden wenigstens noch getauft werden kann. Nun beginnen auch die erstaunten Soldaten um sie herum wieder an Jeannes „göttliche Mission“ zu glauben und folgen ihr ins nächste Schlachtengetümmel. Jeanne d’Arc aber weiß, dass ihre Tage gezählt sind, und stellt sich ihrem Schicksal.

### Lysistrata
Nach Aristophanes. Das antike Griechenland im Jahr 411 vor Christus. Athen befindet sich erneut im Krieg mit Sparta, und sämtliche wehrfähigen Männer kämpfen auf den Schlachtfeldern. Anders als Elisabeth in der ersten Episode und Jeanne d’Arc in der zweiten ist Lysistrata jedoch weder ein Opfer noch eine Anhängerin des Krieges. Sie bekämpft ihn – mit allen Mitteln, die ihr zur Verfügung stehen. Sie und die anderen Frauen wollen sich solange ihren Ehemännern verweigern, solange diese sich dem Töten anstatt der Liebe hingeben. Nach einiger Zeit sind die Männer tatsächlich sexuell derart ausgehungert, dass sie das Kämpfen und Töten aufgeben und reumütig zu ihren Frauen heimkehren. Diese wiederum sind schließlich wieder bereit, ihnen ihre Liebe und Aufmerksamkeit zu schenken.

## Produktionsnotizen
Liebe, Frauen und Soldaten wurde zu unterschiedlichen Zeiten gedreht. Es begann Jean Delannoy, der seine Jeanne d’Arc-Episode zwischen dem 21. Oktober und dem 10. November 1952 inszenierte. Ihm folgte der Regisseur der italienischen Episode, Marcello Pagliero, der Elisabeth ab dem 30. März bis in den Mai 1953 drehte. Christian-Jaque inszenierte seine Lysistrata-Episode vom 30. Juni bis zum 31. Juli 1953. Der Film feierte seine Uraufführung am 21. Januar 1954 in Italien, wo er unter dem Titel Destini di donne anlief. Die französische Premiere fiel auf den 27. Januar desselben Jahres. In Deutschland lief der Film am 1. Oktober 1954 an.
Elio Costanzi, Serge Pimenoff, Jean d’Eaubonne und Ottavio Scotti schufen die Filmbauten. Pierre Balmain entwarf die Kostüme für die erste Episode Elisabeth, Christian Dior und Raymond Faure diejenigen für die zweite Episode Jeanne und Marcel Escoffier die für die abschließende Episode Lysistrata.

## Kritiken
Im Lexikon des Internationalen Films heißt es: „Wie alle Episodenfilme ist auch dieser nicht frei von Willkür, und der direkte Vergleich macht die inszenatorischen Unterschiede um so deutlicher. Einige erzählerische Schwerfälligkeiten trüben Witz und Satire.“
Leonard Maltin befand, dass der Film ein „schwülstiges, schwerfälliges Geschichten-Trio“ sei.